# Piniany
Piniany – wieś na Ukrainie w rejonie samborskim należącym do obwodu lwowskiego.